# Karoline von Perin

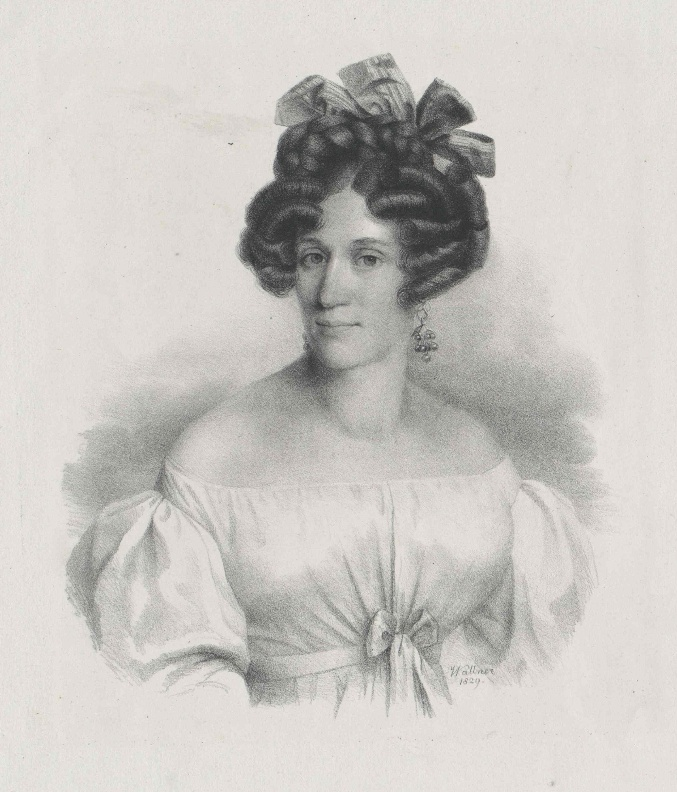
Karoline von Pasqualati-Osterberg 1829

Karoline von Perin, geborene Karolina Rosalia Franziska von Pasqualati, (* 12. Februar 1806 in Wien; † 10. Dezember 1888 ebenda) war eine österreichische Frauenrechtlerin. Sie war Pionierin der österreichischen Frauenrechtsbewegung und Gründerin des „Wiener demokratischen Frauenvereins“, des ersten politischen Frauenvereins Österreichs.
Sie betrieb unter dem Namen Gradenstein C. photographische Studios in Wien, Bad Ischl und Salzburg.

## Leben
Karoline von Perin entstammte einer wohlhabenden und adeligen Wiener Familie. Ihr Vater, Joseph Andreas Pasqualati (Mutter: Rosalia, geb. Sölenwanger), Pomologe und Besitzer der Pasqualati’schen Pflanzen-Cultur-Anstalt in der Wiener Vorstadt Rossau. Im Alter von 24 Jahren heiratete sie standesgemäß Christian Freiherrn von Perin-Gradenstein, womit sie zur Schwiegertochter der damals recht bekannten Schriftstellerin Josephine Perin von Gradenstein, geb. Freiin von Vogelsang (1779–1856) wurde. Der Ehe entstammten drei Kinder. Nach dem frühen Tod ihres Mannes (1843) bewohnten sie und ihre Kinder mit Unterstützung von Karolines Vater eine Villa in Penzing. Um 1845 lernte sie den Musikkritiker und engagierten Demokraten Alfred Julius Becher kennen und war mit ihm liiert.
In Wien kam es am 21. August 1848 zur ersten Arbeiterinnendemonstration, weil der damalige Arbeitsminister Ernst Schwarzer den ohnehin niedrigen Lohn für 8000 Erdarbeiterinnen senkte. Einige Tage später kam es zu einer weiteren Demonstration, die schließlich aufgrund des Waffeneingriffs der kaiserlichen Nationalgarde zur Praterschlacht führte. Dabei starben 18 Menschen, 282 wurden verletzt.
Nur fünf Tage später gründete Karoline von Perin den „Wiener demokratischen Frauenverein“ als Reaktion auf die Praterschlacht und die soziale Ungleichheit der Arbeiterinnen gegenüber ihrer männlichen Kollegen. Der Verein konnte nur zwei Monate bestehen. Nach einer von diesem Verein initiierten Demonstration von 300 Frauen vor dem Wiener Reichstag am 17. Oktober 1848 im Rahmen des Wiener Oktoberaufstands musste sich Frau von Perin von der Presse als „schmutzige Amazone“, „politische Marktschreierin“ und „unweibliche Geliebte eines Demagogen“ beschimpfen lassen.
Mit ihren demokratischen Ideen war sie ihrer Zeit weit voraus. Von Frauen der höheren Schichten bekam sie, vielleicht auch deshalb, keine Unterstützung. Im Oktober 1848 wurden sie und ihr Lebensgefährte Julius Becher verraten und gefangen genommen. Julius Becher wurde, wie viele andere Revolutionäre, standrechtlich erschossen. Karoline von Perin kam in Polizeigewahrsam und wurde dort schwer misshandelt (Folter, Missbrauch). Ihr gesamtes Vermögen wurde konfisziert. Außerdem wurde sie für psychisch krank erklärt. Das Sorgerecht für ihre drei Kinder wurde ihr entzogen. Sie musste Wien verlassen und floh nach München.
Sie veröffentlichte die Memoiren Ungedruckte Aufzeichnungen, in denen sie sich von ihrer Beteiligung am Oktoberaufstand distanzierte. Daraufhin erhielt sie die Erlaubnis, nach Wien zurückzukehren, In den 1850er Jahren widmete sie sich der aufkommenden Photographie und führte
zeitweise Studios in Wien, Bad Ischl und Salzburg. Die Wahl des Berufsnamens Gradenstein C. sollte keinen Hinweis auf ihr Geschlecht und auf ihre Vergangenheit ermöglichen, da dies Kundschaft aus der besseren Gesellschaft hätte verschrecken können. Doch die Metternich'sche Geheimpolizei konnte sie, als sie 1855 in Bad Ischl tätig war, dennoch identifizieren. Die Tarnung wirkt in fotografischen Handbüchern bis heute nach, in denen vom „Wiener Fotografen Gradenstein“ geschrieben wird. 1862 gab sie die Photographie wieder auf. Später eröffnete sie eine Arbeitsvermittlungsstelle. Nach ihrer Rückkehr aus München hatte sie sich aus dem politischen Leben vollständig zurückgezogen.

## Gedenken

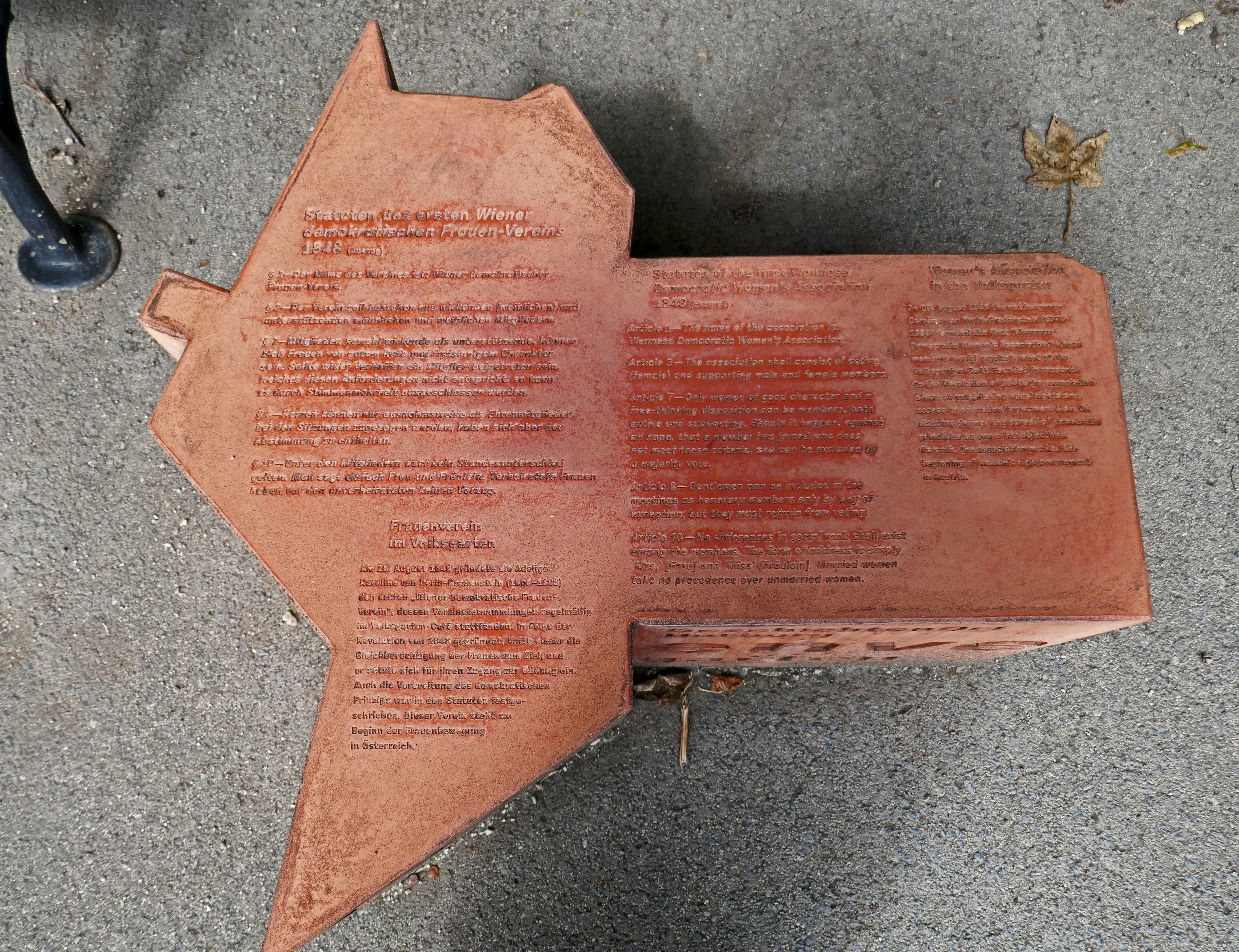
Gedenkstein im Wiener Volksgarten

Im Wiener Volksgarten wurde ein Gedenkstein für den Ersten Wiener Demokratischen Frauenverein gesetzt.
2018 wurde in Wien in der Seestadt Aspern im 22. Bezirk die Karoline-Perin-Gasse nach ihr benannt.